# Renault Master II
 (avril 2023).
Si vous disposez d'ouvrages ou d'articles de référence ou si vous connaissez des sites web de qualité traitant du thème abordé ici, merci de compléter l'article en donnant les références utiles à sa vérifiabilité et en les liant à la section « Notes et références ».
Le Renault Master II est un véhicule utilitaire léger du constructeur automobile français Renault produit de 1997 à 2010. Il est la seconde génération de Renault Master.

## Présentation
En novembre 1997, le Master de deuxième génération remplace le Master I et le Trafic I rallongé. Le Master II est désormais aussi commercialisé dans le réseau camions (Renault Véhicules Industriels). Le Master II a été le grand fourgon le plus vendu en France devant ses concurrents français, le Citroën Jumper/Relay et le Peugeot Boxer/Manager.
Sa plateforme technique est commune avec les Nissan Interstar et Opel/Vauxhall Movano. De nombreuses pièces de carrosserie, notamment les portières, sont partagées avec le modèle Iveco Daily.
Le moteur passe en position transversale. Les premiers Master II à moteur 2.5 d ou 2.8 dTi n'ont pas encore de freins arrière à disques.
En avril 2003, le Renault Mascott s'appelle aussi Master Propulsion. En octobre, le Master II phase 2 abandonne les arrondis pour les feux avant. Dans les ventes, le nouveau moteur 2.5 dCi de 100 ch supplante le 2.2 dCi 90 ch qui reste au catalogue.
En 2006, seule subsiste la motorisation 2.5 dCi 100 ch.
Cette seconde génération se sera vendue à plus d'un million d'exemplaires (Opel/Vauxhall Movano et Nissan Interstar compris)
Le Renault Master II est transformé (stickers, découpes de carrosserie, habillage fourgon, aménagements fourgon, conversion pour le transport de personnes à mobilité réduite) par Renault Pro+ sur le site lorrain de Qstomize à Batilly, en France. Il en est de même pour ses frangins les Renault Trucks Mascott et Master II by Renault Trucks, mais aussi son clone japonais le Nissan Interstar I et son clone allemand l'Opel/Vauxhall Movano A.

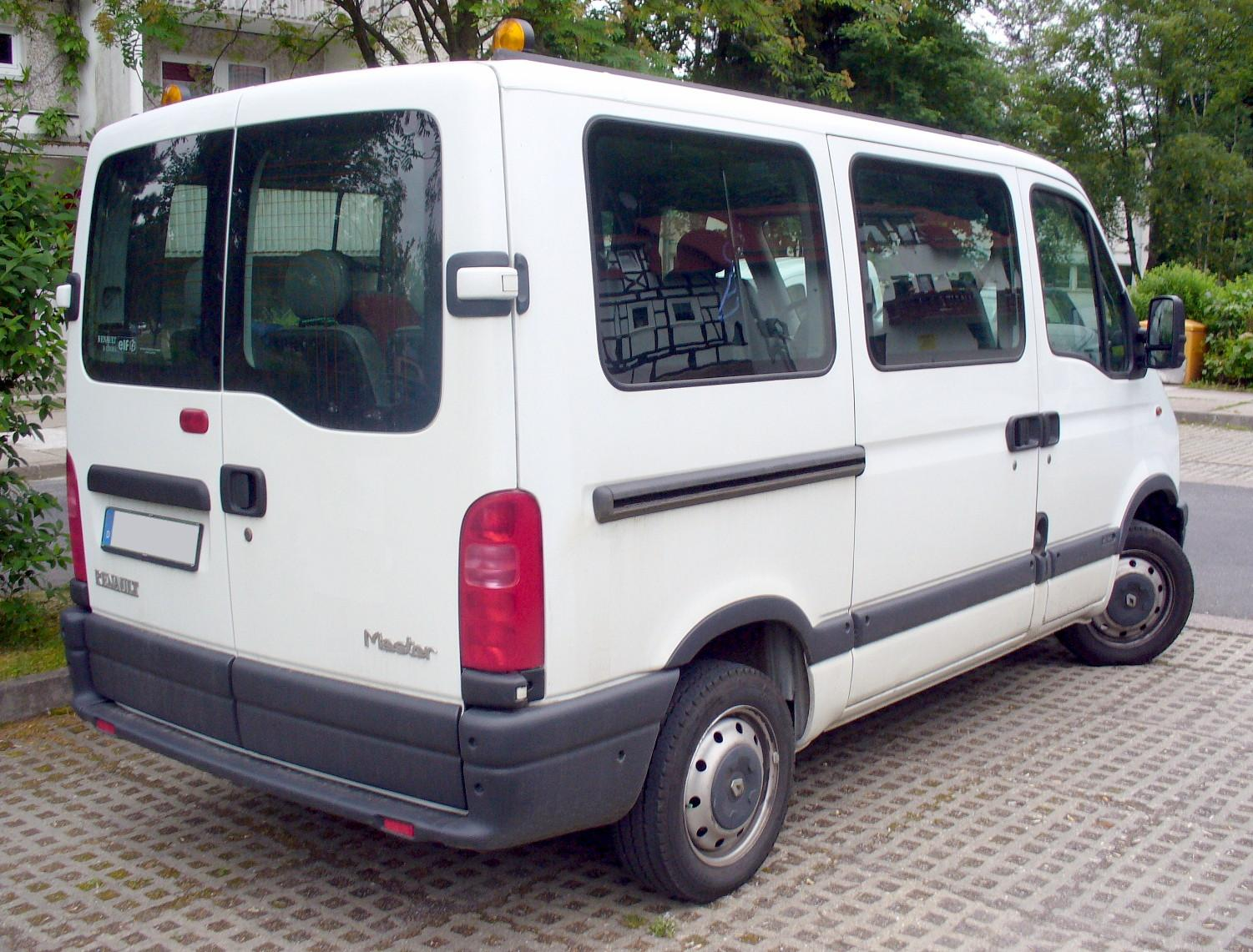
Vue arrière d'un Renault Master II phase 1
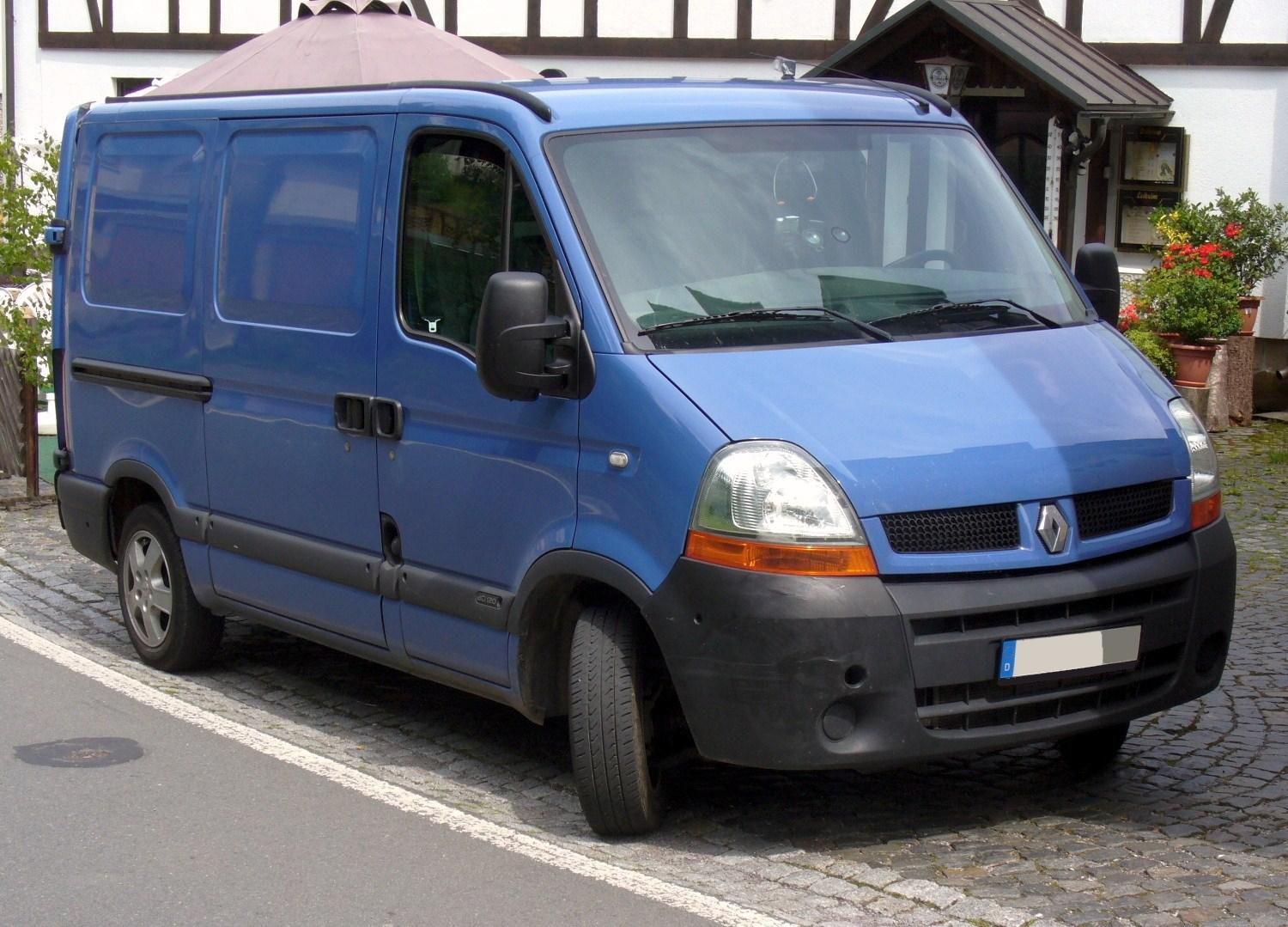
Renault Master II phase 2
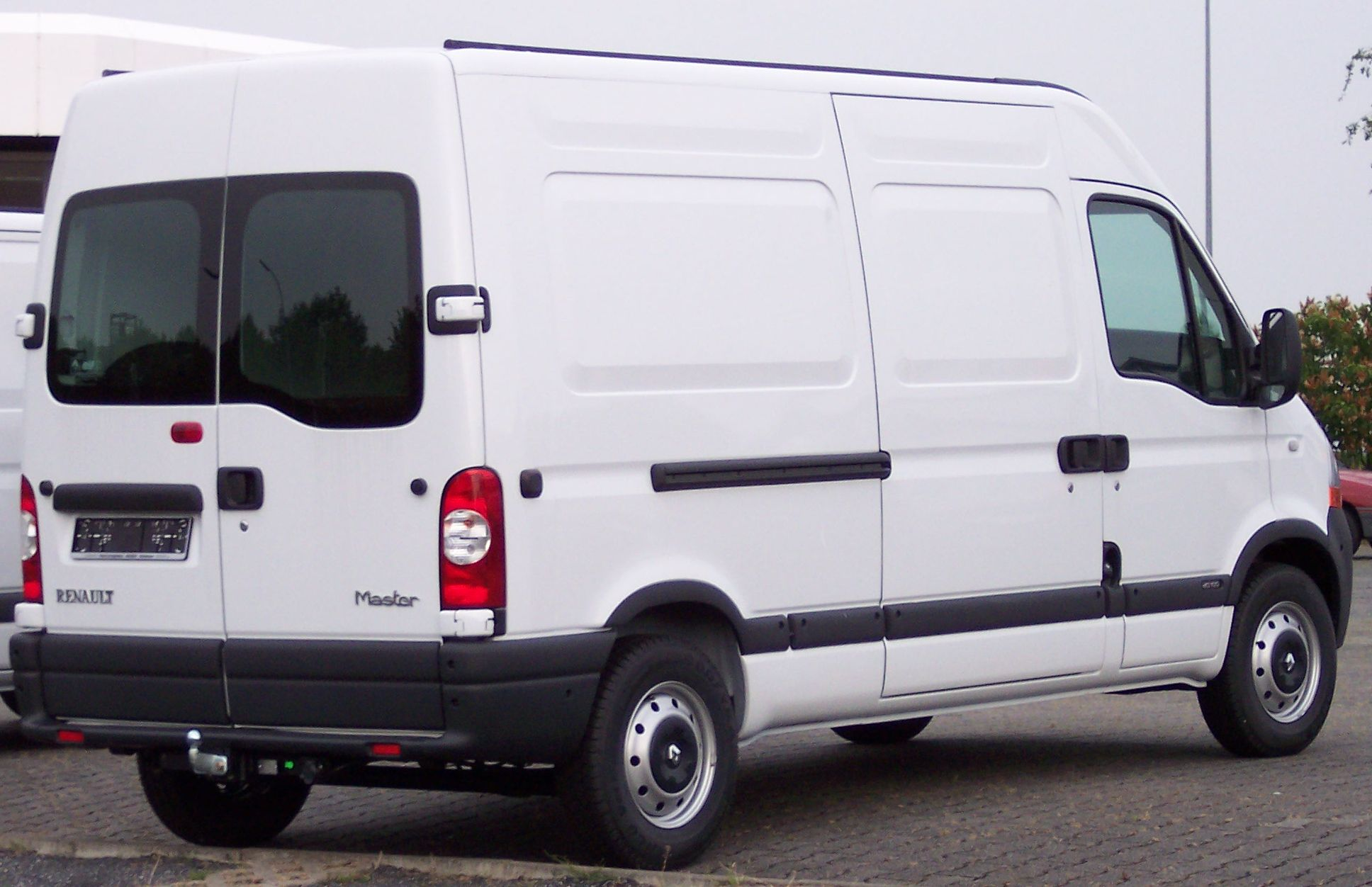
Vue arrière d'un Renault Master II phase 2 fourgon
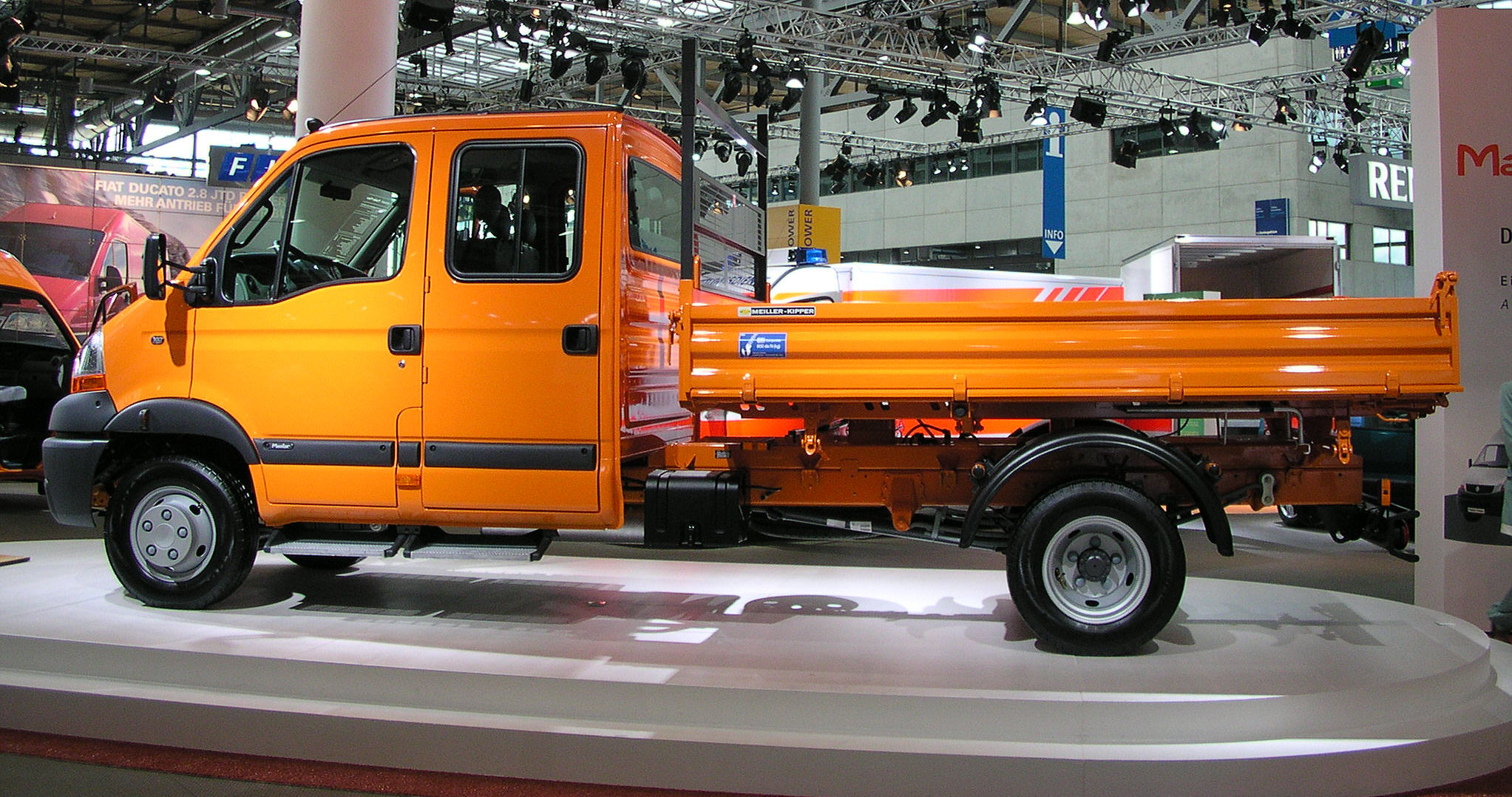
Renault Master Propulsion phase 2 plateau-ridelles double cabine

## Opel/Vauxhall Movano A (1998-2010)

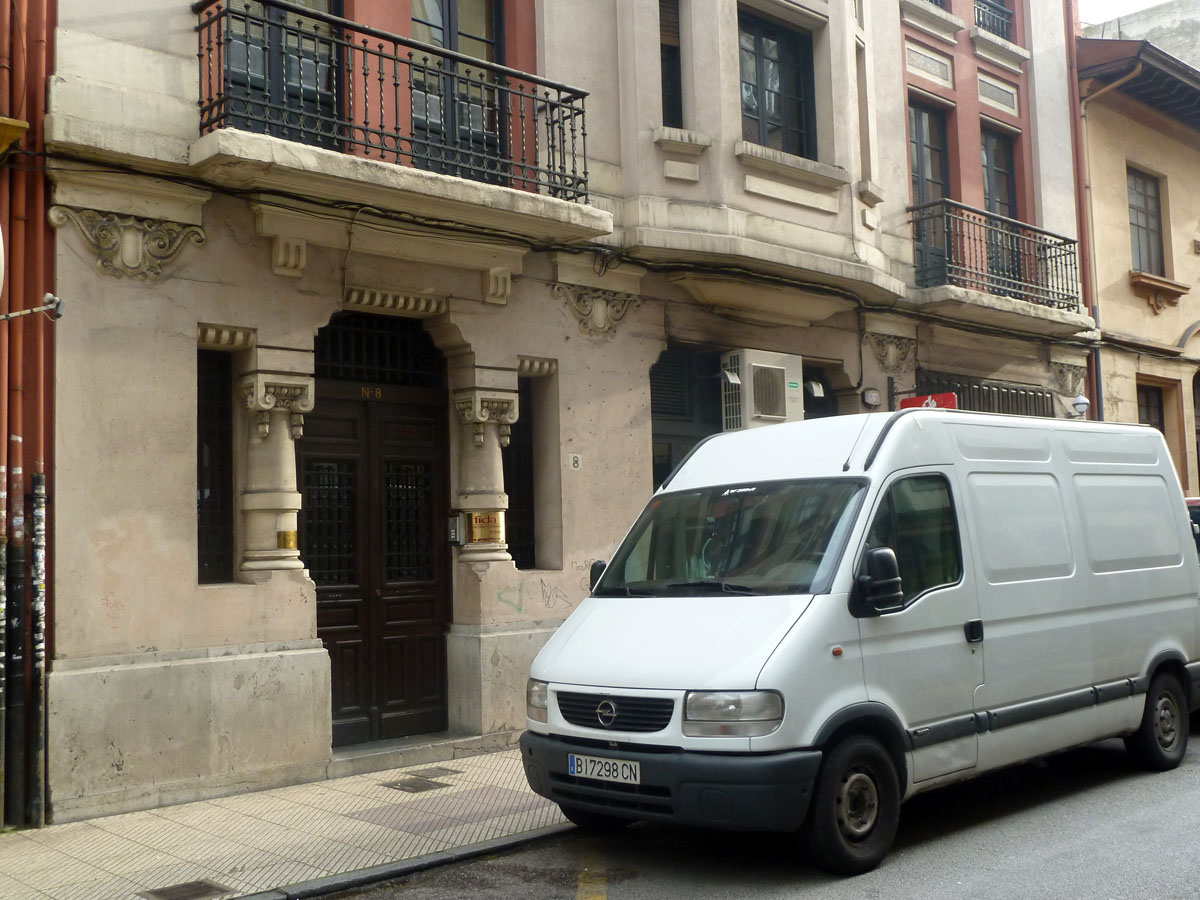
Opel Movano A Phase I fourgon (1998-2003)
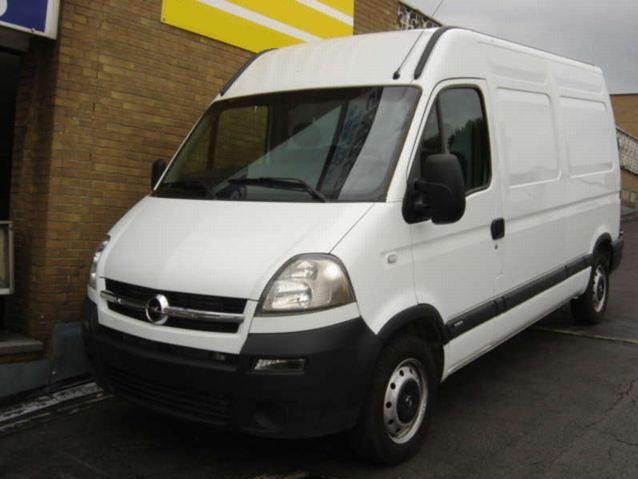
Opel Movano A Phase II fourgon (2003-2010)

## Nissan Interstar (2002-2010)

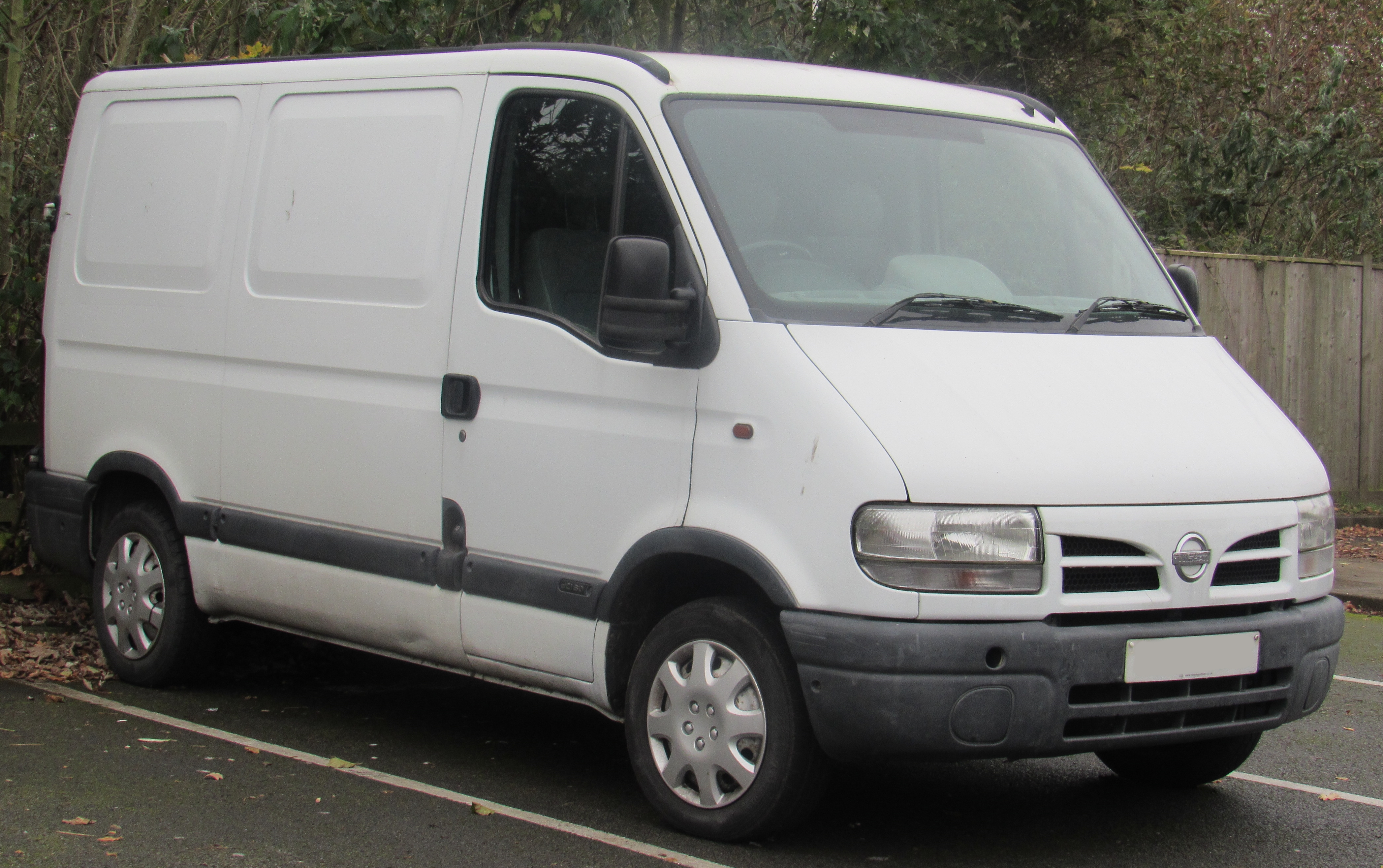
Nissan Interstar Phase I fourgon (2002-2003)
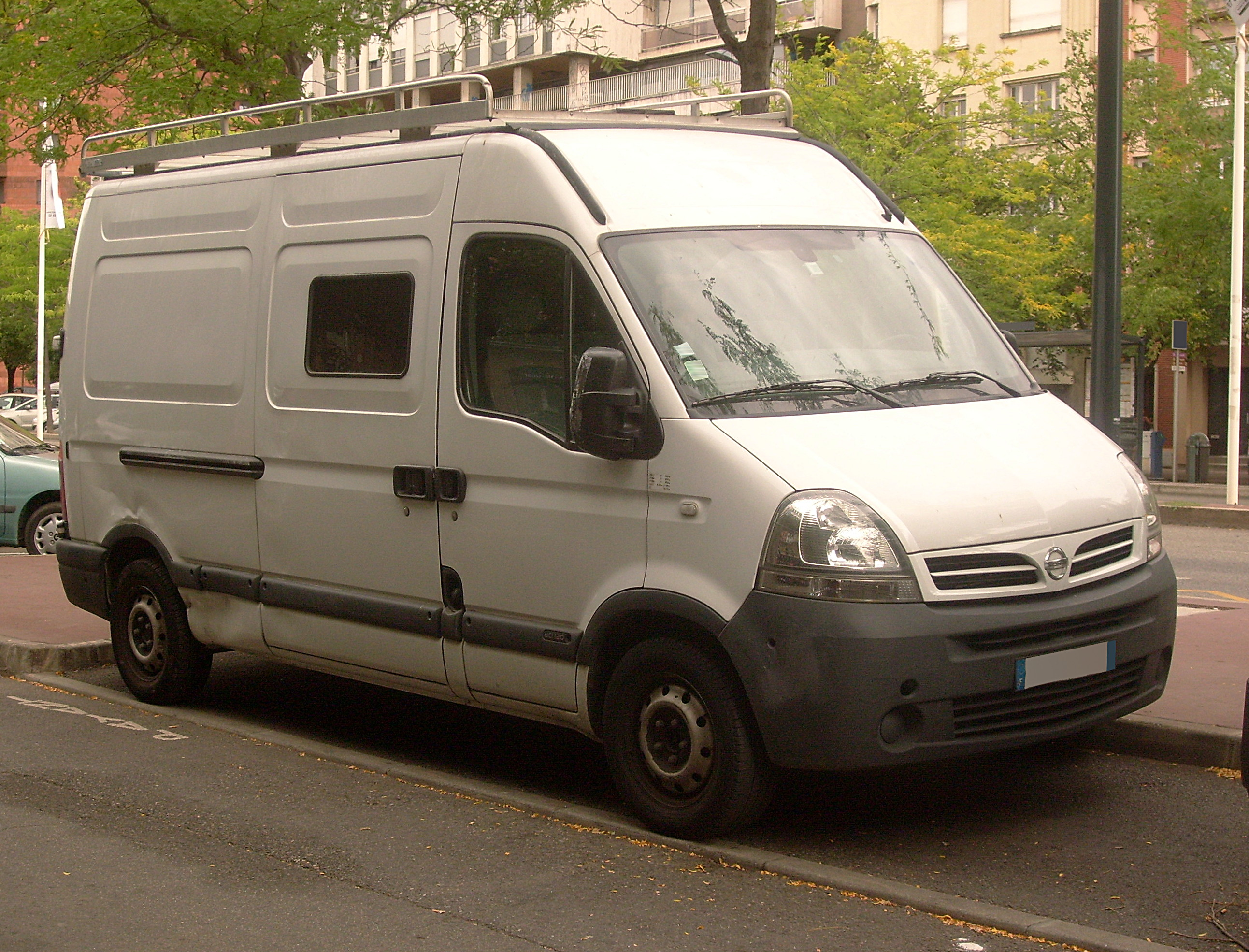
Nissan Interstar Phase II fourgon (2003-2010)

## Vauxhall Movano A (1998/2010)
Opel Movano

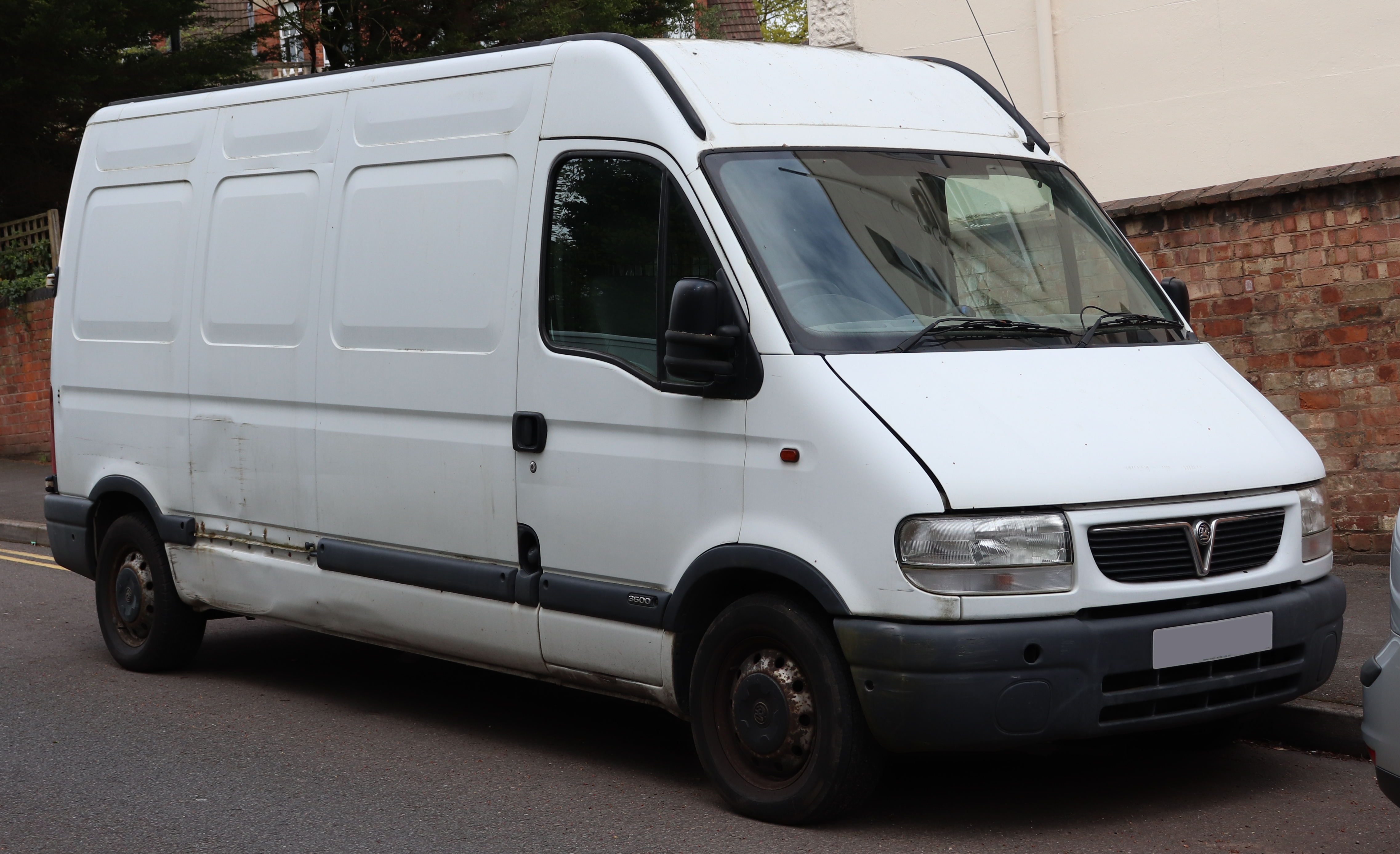
Vauxhall Movano Phase I
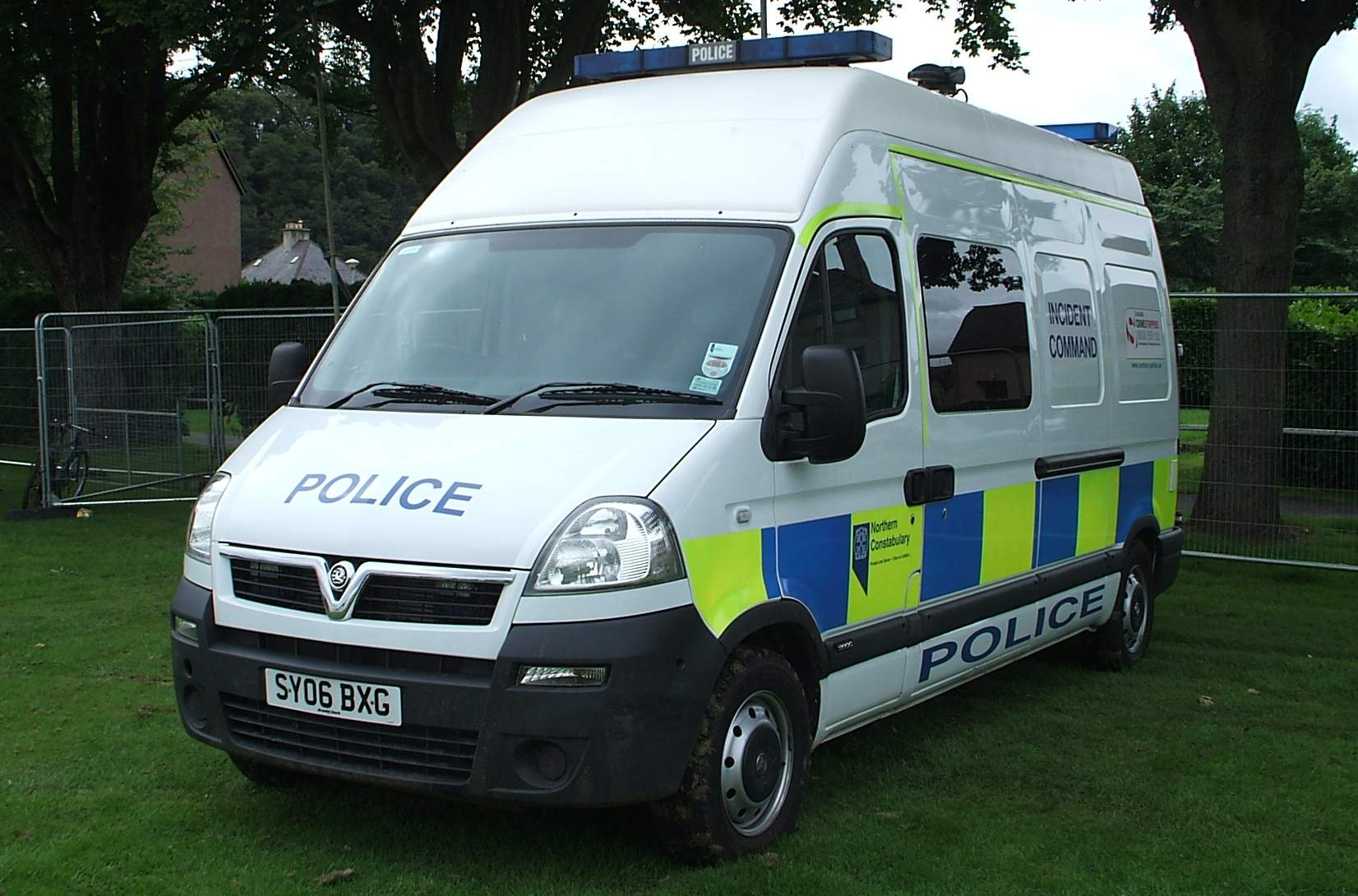
Vauxhall Movano Phase II